# Davidson (Minnesota)
Davidson es un territorio no organizado ubicado en el condado de Aitkin en el estado estadounidense de Minnesota. En el Censo de 2010 tenía una población de 42 habitantes y una densidad poblacional de 0,43 personas por km².

## Geografía
Davidson se encuentra ubicado en las coordenadas 46°32′54″N 93°20′51″O / 46.54833, -93.34750. Según la Oficina del Censo de los Estados Unidos, Davidson tiene una superficie total de 96.75 km², de la cual 83.14 km² corresponden a tierra firme y (14.07%) 13.61 km² es agua.

## Demografía
Según el censo de 2010, había 42 personas residiendo en Davidson. La densidad de población era de 0,43 hab./km². De los 42 habitantes, Davidson estaba compuesto por el 100% blancos, el 0% eran afroamericanos, el 0% eran amerindios, el 0% eran asiáticos, el 0% eran isleños del Pacífico, el 0% eran de otras razas y el 0% pertenecían a dos o más razas. Del total de la población el 0% eran hispanos o latinos de cualquier raza.